# Linkes Sonid-Banner

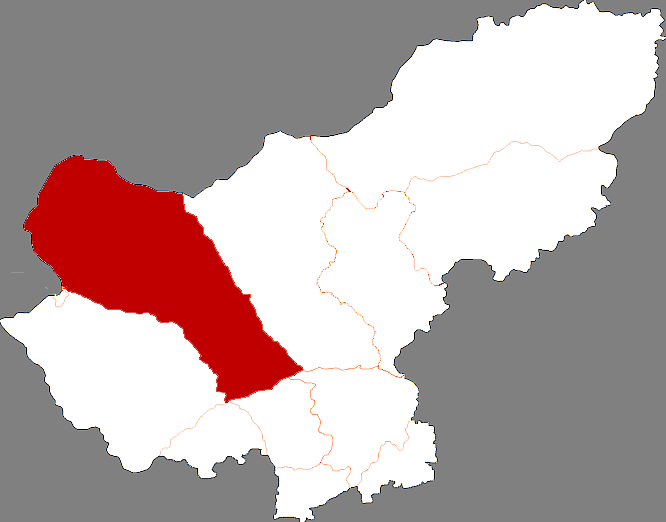
Lage des Linken Sonit-Banners in Xilin Gol

Das Linke Sonid-Banner (chinesisch 苏尼特左旗, Pinyin Sūnítè Zuǒ Qí; mongolisch ᠰᠥᠨᠡᠳ ᠵᠡᠭᠦᠨ ᠬᠣᠰᠢᠭᠤ Söned Jegün qosiɣu) ist ein Banner des Xilin-Gol-Bundes, einer administrative Untergliederung auf Bezirksebene im Zentrum des Autonomen Gebiets Innere Mongolei der Volksrepublik China. Es hat eine Fläche von 33.469 km² und zählt ca. 30.000 Einwohner. Sein Hauptort ist die Großgemeinde Mandalt (满都拉图镇).